# Roccellina
Roccellina is een geslacht van schimmels in de familie Roccellaceae. De typesoort is Roccellina condensata.

## Soorten
Volgens Index Fungorum telt dit geslacht 29 soorten (peildatum december 2021):
| Soortnaam                | Auteur(s)                   | Publicatiejaar |
| ------------------------ | --------------------------- | -------------- |
| Roccellina accedens      | (Nyl.) Tehler               | 1983           |
| Roccellina arboricola    | (Follmann) Aptroot & Schumm | 2011           |
| Roccellina capensis      | Tehler                      | 1983           |
| Roccellina cerebriformis | (Mont.) Tehler              | 1983           |
| Roccellina chalybea      | Tehler                      | 1983           |
| Roccellina chilena       | (C.W. Dodge) Tehler         | 1983           |
| Roccellina condensata    | Darb.                       | 1898           |
| Roccellina corrugata     | Follmann                    | 2001           |
| Roccellina cumingiana    | (Mont.) Tehler              | 2007           |
| Roccellina epiphyllum    | Henssen & Vobis             |                |
| Roccellina exspectata    | Tehler                      | 1983           |
| Roccellina falklandica   | (Zahlbr.) Tehler            | 1983           |
| Roccellina flavida       | Tehler                      | 1983           |
| Roccellina hypomecha     | (Ach.) Tehler               | 2007           |
| Roccellina inaequabilis  | Tehler                      | 1983           |
| Roccellina leptothalla   | (Malme) Ertz & Tehler       | 2014           |
| Roccellina limitata      | (Nyl.) Tehler               | 1983           |
| Roccellina lutosa        | (Zahlbr.) Tehler            | 1983           |
| Roccellina mahuiana      | (Follmann) Tehler           | 1983           |
| Roccellina mollis        | (Hampe) Tehler              | 2007           |
| Roccellina nigricans     | Tehler                      | 1983           |
| Roccellina nigrocincta   | Tehler                      | 1983           |
| Roccellina nipponica     | (Nyl.) Tehler               | 1983           |
| Roccellina obscura       | Tehler                      | 1983           |
| Roccellina ochracea      | Follmann                    | 2008           |
| Roccellina olivacea      | Follmann                    | 1979           |
| Roccellina portentosa    | (Mont.) Tehler              | 2007           |
| Roccellina suffructicosa | Tehler                      | 1983           |
| Roccellina terrestris    | Tehler                      | 1983           |